# 治平 (徐寿輝)
治平（ちへい）は中国・元末に徐寿輝が建てた私年号。1351年 - 1355年（1350年建元説もある）。太平にも作る。
正史は徐寿輝の年号として「治平」しか挙げていないが、李崇智の整理によれば、清代の考証ではこのほか「天啓」「天定」を挙げ、また考古史料により「太平」も確認されている。ただし元年と末年、改元の順については諸説が錯綜しており、定説が確立していない。

## 西暦・干支・他元号との対照表
| 治平 | 元年     | 2年      | 3年      | 4年      | 5年      |
| 西暦 | 1351年   | 1352年   | 1353年   | 1354年   | 1355年   |
| 干支 | 辛卯     | 壬辰     | 癸巳     | 甲午     | 乙未     |
| 元   | 至正11年 | 至正12年 | 至正13年 | 至正14年 | 至正15年 |